# Fabio Baldato
Fabio Baldato (Lonigo, 13 de junio de 1968) es un deportista italiano que compitió en ciclismo en las modalidades de ruta y pista. Fue profesional desde 1991 hasta 2008, obteniendo en su carrera deportiva 42 victorias. Consiguió triunfos de etapa en las tres Grandes Vueltas. Desde 2021 es director deportivo del equipo UAE Emirates.
Ganó una medalla de plata en el Campeonato Mundial de Ciclismo en Pista de 1989, en la prueba amateur de puntuación.
Participó en dos Juegos Olímpicos de Verano, ocupando el sexto lugar en Seúl 1988, en persecución por equipos, y el séptimo lugar en Atlanta 1996, en la carrera de ruta.

## Medallero internacional
| Campeonato Mundial | Campeonato Mundial | Campeonato Mundial | Campeonato Mundial |
| Año                | Lugar              | Medalla            | Competición        |
| ------------------ | ------------------ | ------------------ | ------------------ |
| 1989               | Lyon (Francia)     | Medalla de plata   | Puntuación (A)     |

## Palmarés
| 1988 - La Popolarissima 1991 - Critérium de los Abruzzos - 1 etapa de Cronostafetta 1993 - 1 etapa de la Semana Catalana - 3 etapas del Giro de Italia - 1 etapa de la Vuelta al País Vasco 1994 - 2 etapas de la París-Niza - 2 etapas de la Vuelta a Austria 1995 - Vuelta a Núremberg - 1 etapa del Tour del Mediterráneo - 1 etapa de la Vuelta a la Comunidad Valenciana - 1 etapa de la París-Niza - 1 etapa de los Tres Días de La Panne - 1 etapa del Tour de Francia 1996 - 1 etapa del Tour de Luxemburgo - 1 etapa del Tour de Francia - Coppa Bernocchi - 2 etapas de la Vuelta a España 1998 - Gran Premio de Fráncfort - 1 etapa del Tour de Romandía | 1999 - 1 etapa del Tour del Mediterráneo - 1 etapa de la Vuelta a Dinamarca 2000 - 1 etapa de la París-Niza 2001 - 1 etapa del Tour de Luxemburgo 2002 - 1 etapa del Giro de la Liguria - Trofeo Pantalica - Trofeo Arancia Rossa - Vuelta al Etna - 1 etapa de los Tres Días de La Panne 2003 - Estrella de Bessèges, más 1 etapa - 1 etapa de los Tres Días de La Panne - 1 etapa del Giro de Italia - 1 etapa del Tour de Polonia 2004 - 2 etapas del Tour de Polonia - Mémorial Zanette 2006 - 1 etapa de la Vuelta a Austria 2007 - 1 etapa de la Vuelta a Austria - 1 etapa del Tour de Polonia |

## Resultados en Grandes Vueltas
| Carrera | Carrera         | 1991 | 1992 | 1993 | 1994 | 1995 | 1996 | 1997 | 1998 | 1999  | 2000 | 2001 | 2002  | 2003 | 2004  | 2005  | 2006 | 2007 | 2008  |
| ------- | --------------- | ---- | ---- | ---- | ---- | ---- | ---- | ---- | ---- | ----- | ---- | ---- | ----- | ---- | ----- | ----- | ---- | ---- | ----- |
|         | Giro de Italia  | —    | —    | 98.º | Ab.  | Ab.  | —    | Ab.  | Ab.  | 103.º | Ab.  | 79.º | —     | 75.º | —     | 130.º | —    | —    | 109.º |
|         | Tour de Francia | —    | —    | —    | —    | Ab.  | 63.º | Ab.  | Ab.  | —     | —    | 81.º | 132.º | Ab.  | 135.º | —     | —    | —    | —     |
|         | Vuelta a España | —    | Ab.  | —    | —    | —    | Ab.  | —    | —    | —     | 98.º | —    | Ab.   | —    | —     | 117.º | —    | —    | —     |

—: no participa
Ab.: abandono

## Equipos
- Del Tongo-MG Boys (1991)
- MG Maglificio (1992-1998)
  - GB-MG Boys Maglificio-Bianchi (1992-1993)
  - GB-MG Boys Maglificio-Technogym-Bianchi (1994-1997)
  - Riso Scotti-MG Maglificio (1998)
- Ballan-Alessio (1999)
- Fassa Bortolo (2000-2002)
- Alessio (2003-2004)
  - Alessio (2003)
  - Alessio-Bianchi (2004)
- Fassa Bortolo (2005)
- Tenax (2006)
- Lampre-Fondital (2007-2008)